# Prémios da LPFP
Os Prêmios da LPFP são uma série de prémios concedidos anualmente durante a festa de gala da Liga Portuguesa de Futebol Profissional (LPFP) e os vencedores são escolhidos por uma votação entre os pares da LPFP. Entre 2006 e 2010, os vencedores foram escolhidos apenas por uma votação entre os membros da Clube Nacional de Imprensa Desportiva (CNID). Desde 2011, graças a acordos de novos patrocínios, todos os prémios relacionados ao futebol passaram a pertencer à LPFP e seus associados.
Este prémio é dado anualmente para os jogadores que atuam na Primeira Liga e Segunda Liga, bem como para os dirigentes e árbitros. O jogador mais prestigiado, é eleito o Jogador do Ano da Primeira Liga.

## Prémios da Primeira Liga

### Jogadores
| Temporada | Melhor Jogador              | Jogador Revelação            | Melhor Guarda-redes            | Melhor Golo              | Fontes        |
| --------- | --------------------------- | ---------------------------- | ------------------------------ | ------------------------ | ------------- |
| 2005–06   | Ricardo Quaresma (Porto)    | —                            | —                              | —                        | [ 4 ] [ 5 ]   |
| 2006–07   | Simão Sabrosa (Benfica)     | Miguel Veloso (Sporting)     | —                              | —                        | [ 6 ] [ 7 ]   |
| 2007–08   | Lisandro López (Porto)      | Eduardo (Vitória de Setúbal) | —                              | —                        | [ 8 ] [ 9 ]   |
| 2008–09   | Bruno Alves (Porto)         | Hulk (Porto)                 | —                              | —                        | [ 10 ] [ 11 ] |
| 2009–10   | David Luiz (Benfica)        | Fábio Coentrão (Benfica)     | —                              | —                        | [ 12 ] [ 13 ] |
| 2010–11   | Hulk (Porto)                | Nicolás Gaitán (Benfica)     | Helton (Porto)                 | —                        | [ 14 ] [ 15 ] |
| 2011–12   | Hulk (Porto)                | James Rodríguez (Porto)      | Rui Patrício (Sporting)        | —                        | [ 16 ] [ 17 ] |
| 2012–13   | Nemanja Matić (Benfica)     | Josué (Paços de Ferreira)    | Helton (Porto)                 | —                        | [ 18 ] [ 19 ] |
| 2013–14   | Enzo Pérez (Benfica)        | William Carvalho (Sporting)  | Jan Oblak (Benfica)            | —                        | [ 20 ]        |
| 2014–15   | Jonas (Benfica)             | Óliver (Porto)               | Júlio César (Benfica)          | —                        | [ 21 ]        |
| 2015–16   | Jonas (Benfica)             | Renato Sanches (Benfica)     | Rui Patrício (Sporting)        | Renato Sanches (Benfica) | [ 22 ] [ 23 ] |
| 2016–17   | Pizzi (Benfica)             | Nélson Semedo (Benfica)      | Ederson (Benfica)              | Salvador Agra (Nacional) | [ 24 ]        |
| 2017–18   | Bruno Fernandes (Sporting)  | Rúben Dias (Benfica)         | Rui Patrício (Sporting)        | Rodrigo Pinho (Marítimo) | [ 25 ]        |
| 2018–19   | Bruno Fernandes (Sporting)  | João Félix (Benfica)         | Iker Casillas (Porto)          | Jovane Cabral (Sporting) | [ 26 ]        |
| 2019–20   | Jesús Manuel Corona (Porto) | Pedro Gonçalves (Famalicão)  | Agustín Marchesín (Porto)      | Zé Luís (Porto)          | [ 27 ]        |
| 2020–21   | Sebastián Coates (Sporting) | Pedro Gonçalves (Famalicão)  | Antonio Adán (Sporting)        | Beto (Portimonense)      | [ 28 ]        |
| 2021–22   | Darwin Núñez (Benfica)      | Vitinha (Porto)              | Odysseas Vlachodimos (Benfica) | André Silva (Arouca)     | [ 29 ]        |
| 2022–23   | Otávio (Porto)              | Iván Jaime (Famalicão)       | Diogo Costa (Porto)            | Nuno Santos (Sporting)   | [ 30 ]        |
| 2023–24   |                             |                              |                                |                          |               |

### Treinadores
| Temporada | Melhor Treinador          | Treinador Revelação        | Fontes        |
| --------- | ------------------------- | -------------------------- | ------------- |
| 2005–06   | Co Adriaanse (Porto)      | Paulo Bento (Sporting)     | [ 4 ] [ 5 ]   |
| 2006–07   | Jesualdo Ferreira (Porto) | Daúto Faquirá (E. Amadora) | [ 6 ] [ 7 ]   |
| 2007–08   | Jesualdo Ferreira (Porto) | Não entregue               | [ 8 ] [ 9 ]   |
| 2008–09   | Jesualdo Ferreira (Porto) | Jorge Costa (Olhanense)    | [ 10 ] [ 11 ] |
| 2009–10   | Jorge Jesus (Benfica)     | Villas-Boas (Académica)    | [ 12 ] [ 13 ] |
| 2010–11   | Villas-Boas (Porto)       | —                          | [ 14 ] [ 15 ] |
| 2011–12   | Vítor Pereira (Porto)     | —                          | [ 16 ] [ 17 ] |
| 2012–13   | Vítor Pereira (Porto)     | —                          | [ 18 ] [ 19 ] |
| 2013–14   | Jorge Jesus (Benfica)     | —                          | [ 20 ]        |
| 2014–15   | Jorge Jesus (Benfica)     | —                          | [ 21 ]        |
| 2015–16   | Rui Vitória (Benfica)     | —                          | [ 22 ] [ 23 ] |
| 2016–17   | Rui Vitória (Benfica)     | —                          | [ 24 ]        |
| 2017–18   | Sérgio Conceição (Porto)  | —                          | [ 25 ]        |
| 2018–19   | Bruno Lage (Benfica)      | —                          | [ 26 ]        |
| 2019–20   | Sérgio Conceição (Porto)  | —                          | [ 27 ]        |
| 2020–21   | Rúben Amorim (Sporting)   | —                          | [ 28 ]        |
| 2021–22   | Sérgio Conceição (Porto)  | —                          | [ 29 ]        |
| 2022–23   | Roger Schmidt (Benfica)   | —                          | [ 30 ]        |
| 2023–24   |                           |                            |               |

## Prémios da Segunda Liga

### Jogadores
| Temporada | Melhor Jogador                    | Jogador Revelação           | Melhor Guarda-redes         | Melhor Golo              | Fontes        |
| --------- | --------------------------------- | --------------------------- | --------------------------- | ------------------------ | ------------- |
| 2010–11   | Miguel Rosa (Belenenses)          | Neto (Varzim)               | Paulo Lopes (Feirense)      | —                        | [ 14 ] [ 15 ] |
| 2011–12   | Licá (Estoril)                    | Miguel Rosa (Belenenses)    | Vagner (Estoril)            | —                        | [ 16 ] [ 17 ] |
| 2012–13   | Miguel Rosa (Benfica B)           | Bruma (Sporting B)          | Matt Jones (Belenenses)     | —                        | [ 18 ] [ 19 ] |
| 2013–14   | Jorge Pires (Moreirense)          | Bernardo Silva (Benfica B)  | Quim (Desportivo das Aves)  | —                        | [ 20 ]        |
| 2014–15   | Tozé Marreco (Tondela)            | Gonçalo Guedes (Benfica B)  | Quim (Desportivo das Aves)  | —                        | [ 21 ]        |
| 2015–16   | André Silva (Porto B)             | André Silva (Porto B)       | Giorgi Makaridze (Feirense) | —                        | [ 22 ] [ 23 ] |
| 2016–17   | Paulinho (Portimonense)           | Rui Costa (Varzim)          | Ricardo (Portimonense)      | —                        | [ 24 ]        |
| 2017–18   | Ricardo Gomes (Nacional)          | Chiquinho (Académica)       | Ricardo Ribeiro (Académica) | —                        | [ 25 ]        |
| 2018–19   | Luíz Carlos (Paços de Ferreira)   | Jota (Benfica B)            | Ricardo Ribeiro             | —                        | [ 26 ]        |
| 2019–20   | Ryan Gauld (Farense)              | Daniel Bragança (Estoril)   | Daniel Guimarães (Nacional) | —                        | [ 27 ]        |
| 2020–21   | Miguel Crespo (Estoril)           | André Vidigal (Estoril)     | Dani Figueira (Estoril)     | Joca (Leixões)           | [ 28 ]        |
| 2021–22   | Guga (Rio Ave)                    | Henrique Araújo (Benfica B) | Mika (Académica)            | Fábio Fortes (Académica) | [ 29 ]        |
| 2022–23   | André Clóvis (Académico de Viseu) | —                           | —                           | —                        |               |
| 2023–24   |                                   |                             |                             |                          |               |

### Treinadores
| Temporada | Melhor Treinador                   | Fontes        |
| --------- | ---------------------------------- | ------------- |
| 2010–11   | Paulo Alves (Gil Vicente)          | [ 14 ] [ 15 ] |
| 2011–12   | Marco Silva (Estoril)              | [ 16 ] [ 17 ] |
| 2012–13   | Mitchell van der Gaag (Belenenses) | [ 18 ] [ 19 ] |
| 2013–14   | Miguel Leal (Penafiel)             | [ 20 ]        |
| 2014–15   | Vítor Oliveira (União da Madeira)  | [ 21 ]        |
| 2015–16   | Vítor Oliveira (Chaves)            | [ 22 ] [ 23 ] |
| 2016–17   | Vítor Oliveira (Portimonense)      | [ 24 ]        |
| 2017–18   | Costinha (Nacional)                | [ 25 ]        |
| 2018–19   | Vítor Oliveira (Paços de Ferreira) | [ 26 ]        |
| 2019–20   | Luís Freire (Nacional)             | [ 27 ]        |
| 2020–21   | Álvaro Pacheco (Vizela)            | [ 28 ]        |
| 2021–22   | Filipe Martins (Casa Pia)          | [ 29 ]        |
| 2022–23   | Paulo Alves (Moreirense)           |               |
| 2023–24   |                                    |               |